# 半夜月駅 (韓国鉄道公社)
半夜月駅 （パニャウォルえき）は、大韓民国大邱広域市東区にかつて存在した韓国鉄道公社の駅である。

## 路線
- 韓国鉄道公社
  - 大邱線

## 歴史
- 1917年12月24日 - 開業[1]。
- 2008年5月15日 - 廃駅[2]。

## 隣の駅
大邱線
新坪駅 - 半夜月駅 - 清泉駅